# Dasyses thanatis
Dasyses thanatis är en fjärilsart som beskrevs av László Anthony Gozmány. Dasyses thanatis ingår i släktet Dasyses och familjen äkta malar. Inga underarter finns listade i Catalogue of Life.